# Goethova vyhlídka
Goethova vyhlídka (deutsch Goethe-Aussichtswarte) ist ein 1888/89 errichteter Aussichtsturm auf der 638 m hohen Výšina věčného života (Höhe des Ewigen Lebens) südöstlich von Karlsbad (Karlovy Vary) in Tschechien.
Der Turm trug ursprünglich den Namen Kronprinzessin-Stephanie-Warte oder kurz Stephaniewarte. In der Tschechoslowakei wurde der Turm nach dem Ersten Weltkrieg zu Ehren des Schriftstellers Adalbert Stifter in Stifter-Warte umbenannt. Unmittelbar nach dem Ende des Zweiten Weltkrieges erhielt er den Namen Stalinova rozhledna (Stalin-Turm). Im Zuge der Entstalinisierung wurde auch dieser Name getilgt und im Jahre 1957 Johann Wolfgang von Goethe als Namensgeber des Turmes ausgewählt, der mehrere Male in Karlsbad zur Kur weilte.
Der Aussichtsturm steht seit dem 3. Mai 1958 unter staatlichem Denkmalschutz. Das Gebäude steht auf der Liste der unverkäuflichen Immobilien der Stadt Karlsbad, laut einem Gutachten war es im Jahr 1995 5,5 Mio. Kronen wert.

## Geschichte
Die Aussicht in der unmittelbaren Nähe von Karlsbad wurde der Überlieferung nach von der Kronprinzessin Stephanie von Belgien, der Gattin des Kronprinzen Rudolf von Habsburg, entdeckt, die davon so angetan war, dass sie den Bau eines Aussichtsturmes anregte, der von der Stadtverwaltung Karlsbad finanziert und durchgeführt wurde. Die Pläne dazu in pseudogotischem Stil lieferte das Architekten-Büro Fellner & Helmer, das zuvor bereits die Stephaniewarte auf dem Wiener Kahlenberg entworfen hatte. Nach einjähriger Bauzeit fand am 21. Juli 1889 die feierliche Einweihung des Turmes unter reger Beteiligung der Öffentlichkeit statt. Neben dem Turm entstand ein Café-Salon im Fachwerkstil mit Biergarten.
Zum Aussichtsturm gelangte man vom Karlsbader Sprudel in der Innenstadt über einen ca. 3,5 km langen, recht steil ansteigenden Wanderweg über die Aussicht „Drei Kreuze“. Dieser lange Aufstieg war der Grund, weshalb schon bald der Bau einer Seilbahn oder Zahnradbahn auf den Dreikreuzberg und weiter zum Aussichtsturm und der Gaststätte erwogen wurde. Der Erste Weltkrieg zerschlug jedoch die bereits ausgereiften Pläne bzw. führte zum Abbruch der bereits weit fortgeschrittenen Bauarbeiten.
Zunächst ein beliebtes Ausflugsziel für Kurgäste, begann der Turm nach dem Zweiten Weltkrieg zu verfallen. Der Aussichtsturm wurde 1960 geschlossen und nach dem Wiederaufbau in den 1970er Jahren einschließlich des Restaurants wiedereröffnet. Ende der 1990er Jahre wurde der Aussichtsturm endgültig geschlossen und begann zu verfallen.
Nach längjährigen Bemühungen verpachtete die Stadt Karlsbad im Januar 2002 den Aussichtsturm. Nach dem Umbau wurden im Frühjahr 2004 ein Restaurant und eine Pension im Gebäude wiedereröffnet, im Rahmen des Betriebs wurde auch die Aussichtsplattform wieder für die Öffentlichkeit zugänglich gemacht. Die Aussicht wurde durch einen teilweisen Einschnitt in die umliegenden hohen Bäume erweitert. Wegen der schwierigen Erreichbarkeit aufgrund der Entfernung zur Kurstadt wurde das Gebäude im Jahr 2006 jedoch wieder geschlossen.
Erst 2017 schaffte es die Stadt, mit Hilfe von Subventionen, die finanziellen Mittel (33 Mio. Kronen) für einen vollständigen Wiederaufbau aufzubringen. Aufgrund der Förderung darf das Objekt nicht gewerblich genutzt werden, jedoch befindet sich im Gebäude ein Imbiss. Der Umbau des Aussichtsturms wurde im Herbst 2018 abgeschlossen und er ist seit dem 3. Mai 2019 wieder für die Öffentlichkeit zugänglich.
In der Nähe des Aussichtsturms wurde ein drei Kilometer langer Geisterpfad angelegt. An den einzelnen Stationen des Weges gibt es Gespenster, die durch eine Tafel mit einem kleinen Märchen ergänzt werden.

## Aussicht
Von der Plattform des Turmes bietet sich ein weiter Ausblick über den Stadtwald auf Karlsbad, in Richtung Norden auf den Kamm des westlichen Erzgebirges mit dem Keilberg, nach Westen auf das Falkenauer Becken und nach Süden auf das Duppauer Gebirge.

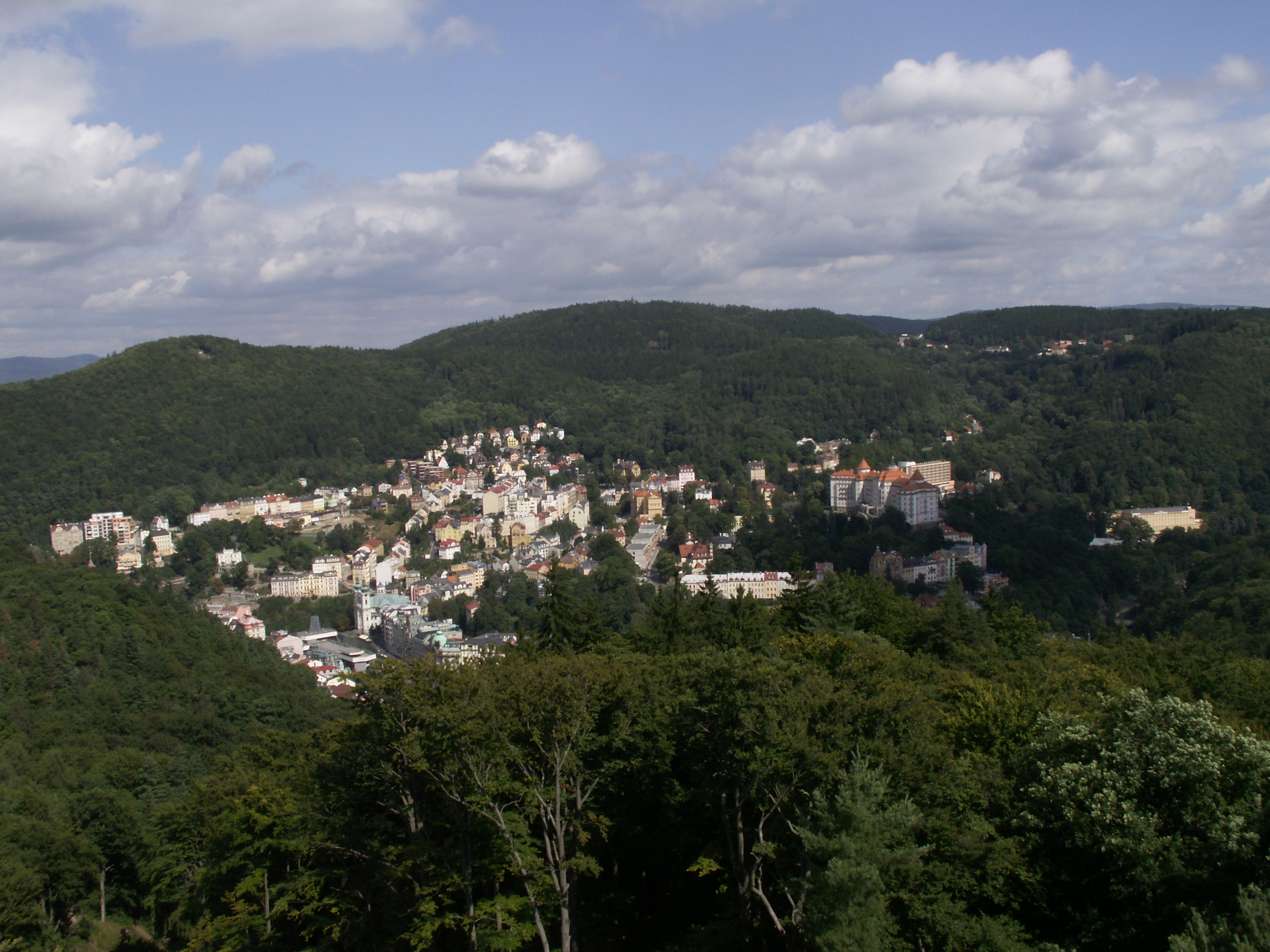
Blick von der Diana auf der Freundschaftshöhe über das Kurviertel zur Goethova vyhlídka
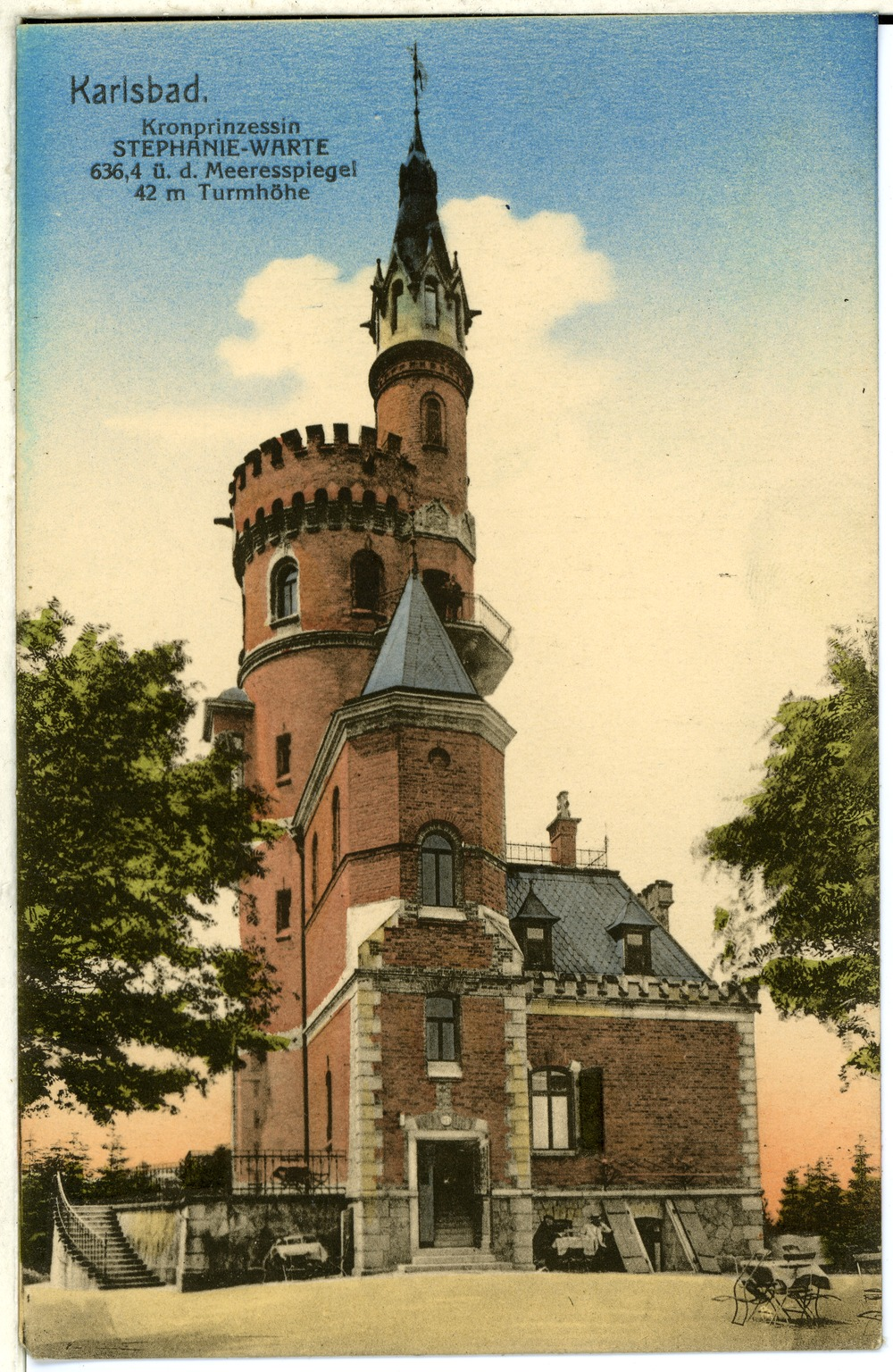
Stephanie-Warte in Karlsbad kurz nach der Eröffnung (1898)
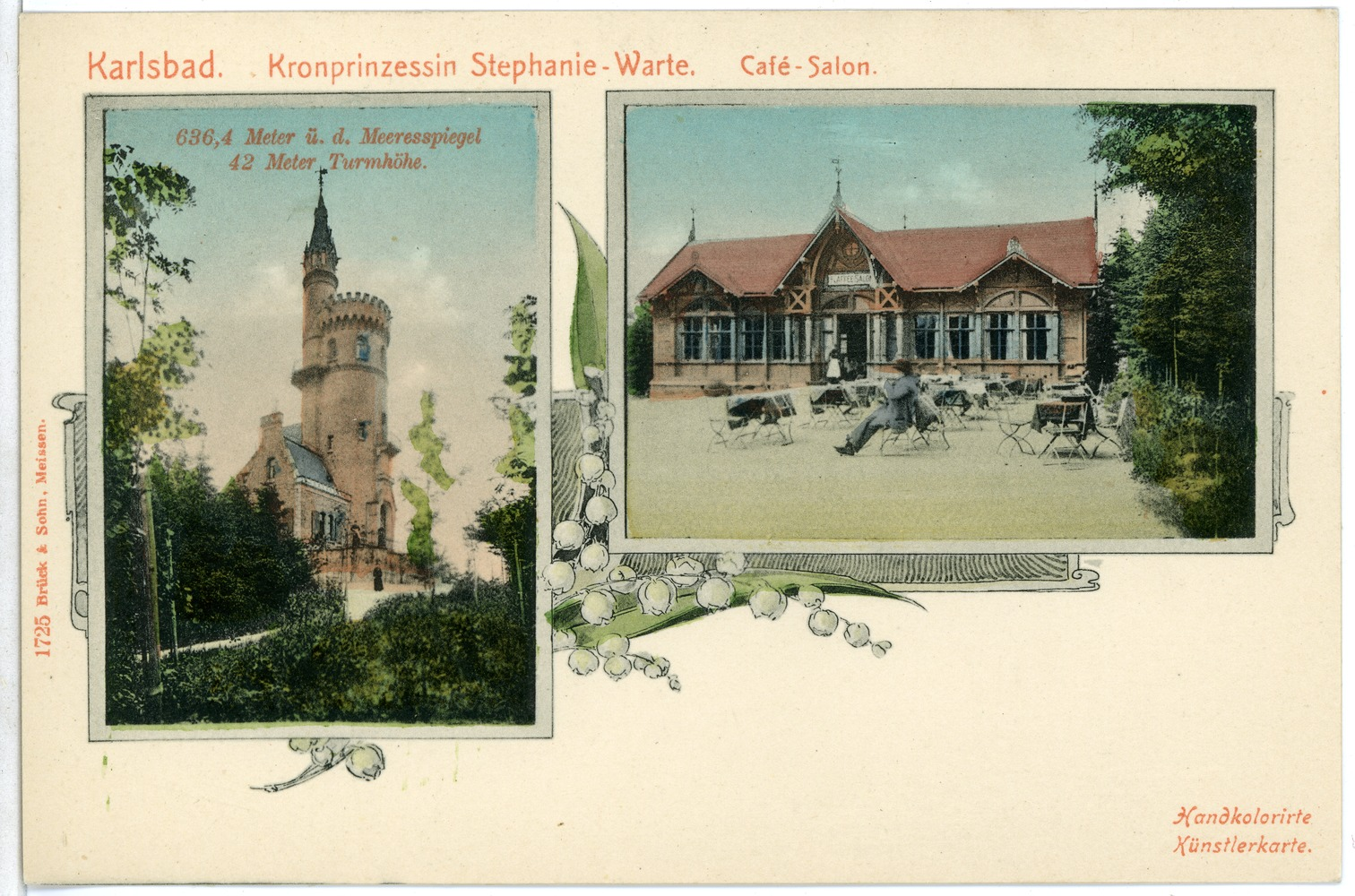
Stephanie-Warte und Café-Salon (1901)
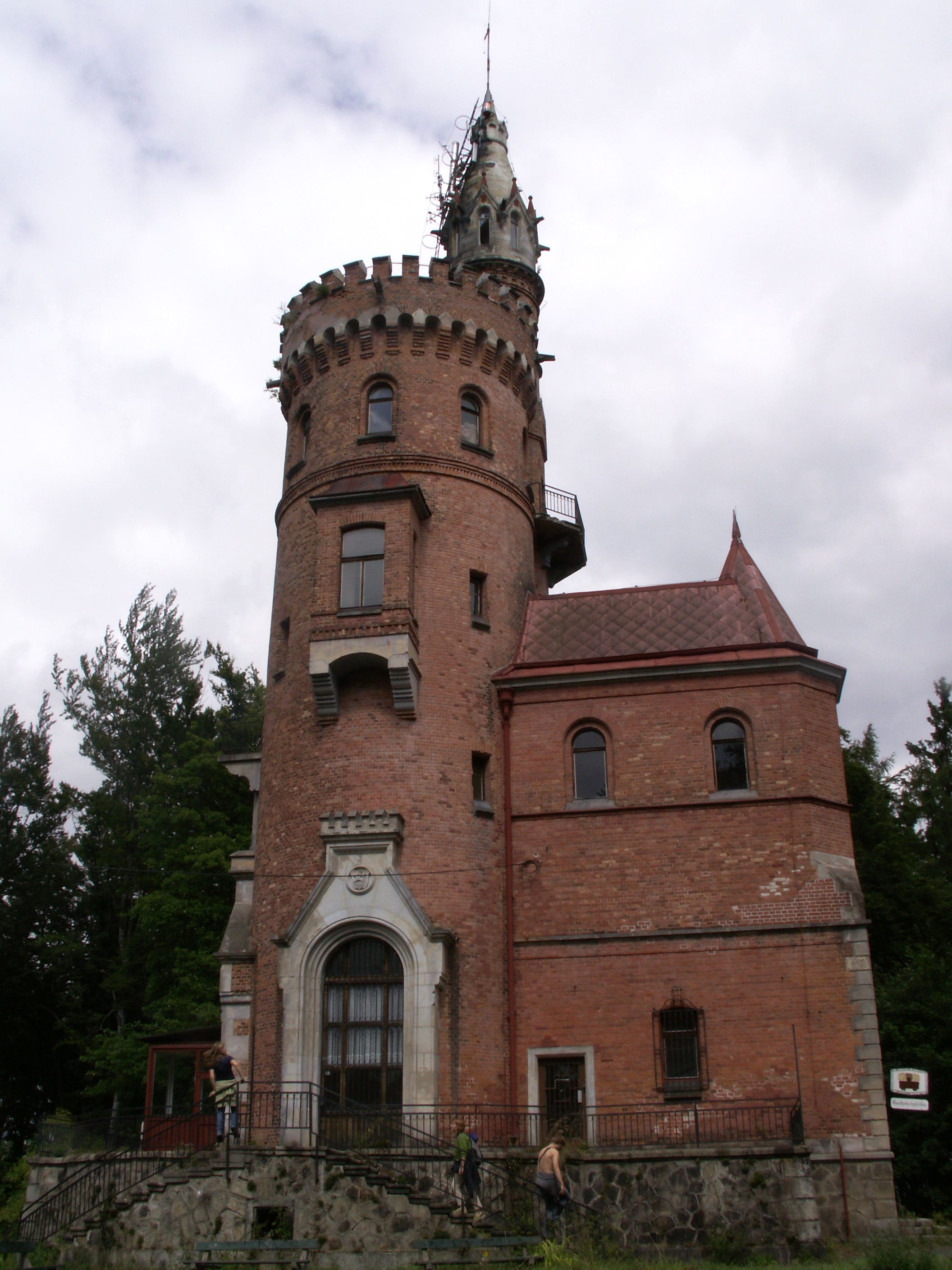
Goethova vyhlídka (2008)